# 塞诺尔比
塞诺尔比（義大利語：Senorbì），是意大利撒丁大区南撒丁省的一个市镇。总面积34.35平方公里，人口4705人，人口密度137.0人/平方公里（2009年）。ISTAT代码为092070。